# Феликс Урхельский
Фе́ликс Урхе́льский (Феликс Уржельский; исп. Félix de Urgel; умер в 818, Лион) — епископ Уржеля (781—792 и 798—799), один из главных защитников адопцианства.

## Биография
Дата и место рождения Феликса неизвестны. Своё образование он получил в монастыре Сан-Серни-де-Тавернолес, к началу 780-х годов став теологом, известным не только в Испании, но и в Южной Галлии. В 781 году Феликс впервые упоминается в современных ему документах как глава Уржельской епархии, где он стал, вероятно, преемником епископа Дотилы.
В 784 году к Феликсу с посланием обратился архиепископ Толедо Элипанд, попросив епископа Уржеля составить богословское обоснование получившей в это время распространение на Пиренейском полуострове догматической теории о разделении в Иисусе Христе божественного и человеческого начала и о том, что своей божественной природой Христос обязан «усыновлению» со стороны Бога Отца. Историки предполагают, что эта теория была попыткой христианской церкви бывшего Вестготского государства сблизиться с точкой зрения ислама на природу пророка Исы, что должно было способствовать более успешному обращению в христианство арабских завоевателей Пиренейского полуострова. Опираясь на некоторые фразы из Священного Писания и сочинений Отцов Церкви, а также на практику мосарабской литургии, Феликс Урхельский в 785 году обосновал догматическую правильность теории Элипанда, став её сторонником и активным распространителем как в пределах своей епархии, так и во всей северо-восточной Испании. Однако догматы Феликса и Элипанда не получили однозначного одобрения среди испанских иерархов, часть которых (например, епископ Осмы Этерий Бемский и аббат Беат Лиебанский) обвинила сторонников епископа Уржеля и архиепископа Толедо в отходе от традиционного для конца VIII века Символа веры и в возрождении ими несторианства адопцианского толка. Раскол в Испанской Церкви, ставший широко известным во всём христианском мире, вызвал принятие решений, осуждающих догматы адопцианства: уже в 786 году идеи Элипанда Толедского и его сторонников были осуждены папой римским Адрианом I.

Церковные центры Франкского государства в VIII—IX веках.

С отвоеванием в 785—790 годах Уржеля франками у мавров территория Уржельской епархии стала частью Франкского государства, правитель которой, Карл Великий, заинтересованный в скорейшей интеграции новых земель в своё королевство, предпринял меры к восстановлению догматического единства Испанской и Галльской Церквей. 27 июня 788 года в Нарбоне состоялся церковный собор иерархов Нарбонского и Арльского диоцезов, в первый из которых входила и Уржельская епархия. На этом собрании, проведённом под председательством архиепископов Даниэля Нарбонского и Элифанта Арльского, теории Феликса и Элипанда были осуждены и епископ Уржеля должен был публично отречься от своих взглядов.
В 791 году адопцианство было осуждено и собором итальянских епископов, собранных в Чивидали-дель-Фриули патриархом Аквилеи Павлином II. В июле 792 года по требованию Карла Великого в Регенсбурге (Ратисбонне) состоялся общий собор иерархов Франкского государства, главным вопросом которого было рассмотрение дела Феликса Уржельского и к этому времени получившей название по его имени «фелицианской ереси» (eresia feliciana). Против адопцианства на соборе выступили такие видные церковные деятели и теологи как Алкуин и Бенедикт Анианский. Присутствовавший на соборе Феликс был вынужден в присутствии короля Карла снова отречься от своих догматов и отказаться от поддержки Элипанда Толедского. Согласно решению собора, епископ Уржеля отправился в Рим, чтобы просить прощение за свои заблуждения у папы римского Адриана I. В Италии Феликс был взят под стражу и содержался в заключении до тех пор, пока вновь клятвенно не отрёкся от адопцианства.
Только после этого он получил разрешение от папы римского возвратиться в Испанию и занять свою кафедру. Однако по возвращении в Уржель Феликс разослал послание испанским епископам, в котором заявил, что все ранее сделанные им клятвы об отказе от адопцианства являются недействительными, так как были сделаны им по принуждению. После этого, опасаясь за свою свободу, Феликс бежал на территории, контролировавшиеся маврами, оттуда продолжая вести агитацию в пользу адопцианства. Его преемником на посту епископа Урхеля стал, возможно, Радульф, упоминаемый в одной хартии, датируемой различными историками 792 или 796 годом.
В 793 году состоялся собор испанских епископов, на котором Феликс был оправдан от обвинений в ереси. После собора архиепископ Элипанд направил послание Карлу Великому с просьбой вновь рассмотреть дело Феликса и возвратить ему Уржельскую кафедру. По инициативе короля 1 июля 794 года во Франкфурте состоялся новый всеобщий собор, на котором присутствовало множество церковных и светских лиц. Среди рассмотренных вопросов было и дело Феликса, лично прибывшего во Франкфурт. Главным его обвинителем выступил Алкуин, который ещё во время подготовки к собору написал трактат «Contra Felicem Urgellitanum Episcopum Libri Septem» («Семь книг против епископа Феликса Урхельского»). Победу на соборе одержали возглавляемые Алкуином противники Феликса, который 4 июля должен был снова клятвенно отречься от адопцианства и подтвердить Символ веры, признаваемый Галльской Церковью и Римом. В качестве документа, приводящего доводы противников адопцианства, Алкуином вскоре после Франкфуртского собора был написан трактат «Libellus adversus Felicis haeresim» («Книга против ереси Феликса»).
В конце 795 года Алкуин, Павлин II Аквилейский, Теодульф Орлеанский и Рихбод Трирский обратились с посланием к новому папе римскому Льву III с просьбой осудить адопцианство и его лидеров, что папой было сделано на состоявшемся 15 апреля 796 года соборе в Чивидали-дель-Фриули. По итогам этого собора Павлин написал два трактата «Libellus sacrosyllabus contra Elipandum» и «Libri tres contra Felicem» («Три книги против Феликса»). В 797—798 годах Алкуин направил Феликсу и Элипанду послания с призывом окончательно отказаться от поддержки адопцианства, так как те, после возвращения Феликса в Испанию, вновь заявили о верности адопцианских догматов.
Точно неизвестно, в каком статусе в 798—799 годах находился Феликс в Испании, но формулировки современных событиям документов позволяют историкам предполагать, что он в это время занимал уржельскую кафедру и признавался в этом качестве даже своими оппонентами. Из-за продолжающегося исповедания Феликсом адопцианства, его противники в 799 году предприняли действия для окончательного искоренения фелицианской ереси и в конце года адопцианство осудил собор, проведённый папой Львом III в Риме. Ранее в этом же году в Уржельскую епархию от имени Карла Великого была послана делегация высокопоставленных франкских иерархов, члены которой (Бенедикт Анианский, архиепископ Нарбона Нибридий и архиепископ Лиона Лейдрад) провели в Сео-де-Уржеле собор, объявивший Феликса сторонником ереси и сместивший его с кафедры. Новым епископом Уржеля стал Лейдрад, предпринявший энергичные и успешные меры к уменьшению числа адопциан. Летом 800 года в Сео-де-Уржеле под председательством Бенедикта Анианского и Лейдрада Лионского состоялся новый собор, который ещё больше усилил наказание за продолжение исповедания адопцианства.
Одновременно в Ахене в октябре 799 и в июле 800 года состоялись два всеобщих собора иерархов Франкского государства, на которых обсуждалось дело Феликса. На второй собор, получив гарантии безопасности от Лейдрада, Феликс прибыл лично. Здесь состоялся его шестидневный теологический диспут с Алкуином, по итогам которого Феликс вновь признал ошибочность догм адопцианства и отрёкся от ереси. Однако, вопреки полученным гарантиям, Феликс по приказу Карла Великого был взят под стражу и отправлен в заключение в Лион под надзор архиепископа Лейдрада. Здесь Феликс и умер в 818 году. Возможно, он и после собора в Ахене продолжал тайно исповедовать адопцианство, так как новый епископ Лиона Агобард в одном из своих трактатов написал, что разбирая бумаги Феликса после его смерти, он обнаружил в них составленное бывшим епископом Уржеля в заключении послание, в котором тот подтверждал свою приверженность адопцианскому Символу веры.
Феликс — единственный из епископов Уржеля начала VI—конца IX веков, о жизни которого известно достаточно подробно. Хотя большинство написанных им работ не сохранилось, о них много рассказывают его противники, а факты биографии приводят различные современные Феликсу хроники и анналы. Несмотря на то, что Феликс неоднократно признавался различными соборами еретиком, в Уржельской епархии он был очень популярен и почитался даже после своей смерти: различные перечни епископов вплоть до XIII века называли Феликса одним из «семи урхельских святых», ставя ему в заслугу глубокие познания в теологии и считая его жертвой преследований со стороны франкских иерархов, желавших установить свой контроль над Уржельским епископством.